# 수잔 버크너
수전 버크너(Susan Buckner, 1952년 1월 28일 ~ 2024년 5월 2일)는 미국의 배우, 무용가이다. 1972년 미스 아메리카 최종 10인 중 하나이다.

## 출연 작품

### 영화
- The First Nudie Musical (1976)
- 그리스 (1978)
- 악령의 리사 (1981)

### 텔레비전
- 용감한 형제 (1977-78)